# Copperfield (Oregon)
Copperfield (korábban Copper Camp) az Amerikai Egyesült Államok északnyugati részén, Oregon állam Baker megyéjében elhelyezkedő kísértetváros.

## Története
Lewis McArthur gyűjtése alapján a települést kezdetben érckeresők lakták, azonban Stewart Holbrook szerint a térségben valójában nem volt kitermelhető nyersanyag, a helység pedig a közeli építkezésen dolgozók lakóhelyéül szolgált.
Copperfield a Northwest Railway Company soha meg nem valósult vasútvonala mentén jött létre. 1910-ben a vasúttársaság és az áramszolgáltató két alagút ásásába kezdtek, ekkor a lakosságszám elérte az ezer főt.
A posta 1899 és 1927 között működött; bezárásával Copperfield elnéptelenedett. Az egykori település helyén ma egy park található.

### Szükségállapot
Holbrook leírása szerint 1913-ra a munkalehetőségek elfogytak, az azokért folytatott verseny kiéleződött, a kocsmárosok pedig rivalizálni kezdtek egymással. A rendszeres gyújtogatások miatt a település negatív hírnevet szerzett. Mivel a megyei hatóságok nem tudták kezelni a helyzetet, Oswald West kormányzó titkárán, Fern Hobbson keresztül szükségállapotot hirdetett. A helyiek meglepődtek, mivel Hobbs a katonaság kíséretében érkezett Copperfieldbe, ahol felolvasta a kormányzó határozatát. A szükségállapot kihirdetése után néhány hónappal egy tűzben két utcasaroknyi épület megsemmisült. A szalonokat nem építették újjá.

## Fordítás
- Ez a szócikk részben vagy egészben  a   Copperfield, Oregon című angol Wikipédia-szócikk ezen változatának fordításán alapul.  Az eredeti cikk szerkesztőit annak laptörténete sorolja fel. Ez a jelzés csupán a megfogalmazás eredetét és a szerzői jogokat jelzi, nem szolgál a cikkben szereplő információk forrásmegjelöléseként.